# Abridor de canal de potássio
Os abridores de canais de potássio são uma classe de fármacos que facilitam a transmissão de íons através dos canais de potássio.

## Exemplos
Alguns exemplos incluem:
- Diazoxida,[1] vasodilatador usado para hipertensão, atividade relaxante do músculo liso
- Minoxidil,[2] usado para hipertensão, mas também para tratar alopécia de cabelo
- Nicorandil,[3] usado para tratar angina
- Pinacidil[4]
- Retigabina,[5][6] um anticonvulsivante
- Flupirtina, analgésico com propriedades anticonvulsivantes e relaxantes musculares